# Dacus fissuratus
Dacus fissuratus är en tvåvingeart som beskrevs av White 2006. Dacus fissuratus ingår i släktet Dacus och familjen borrflugor. Inga underarter finns listade i Catalogue of Life.